# Basilika Unserer Lieben Frau von Scherpenheuvel

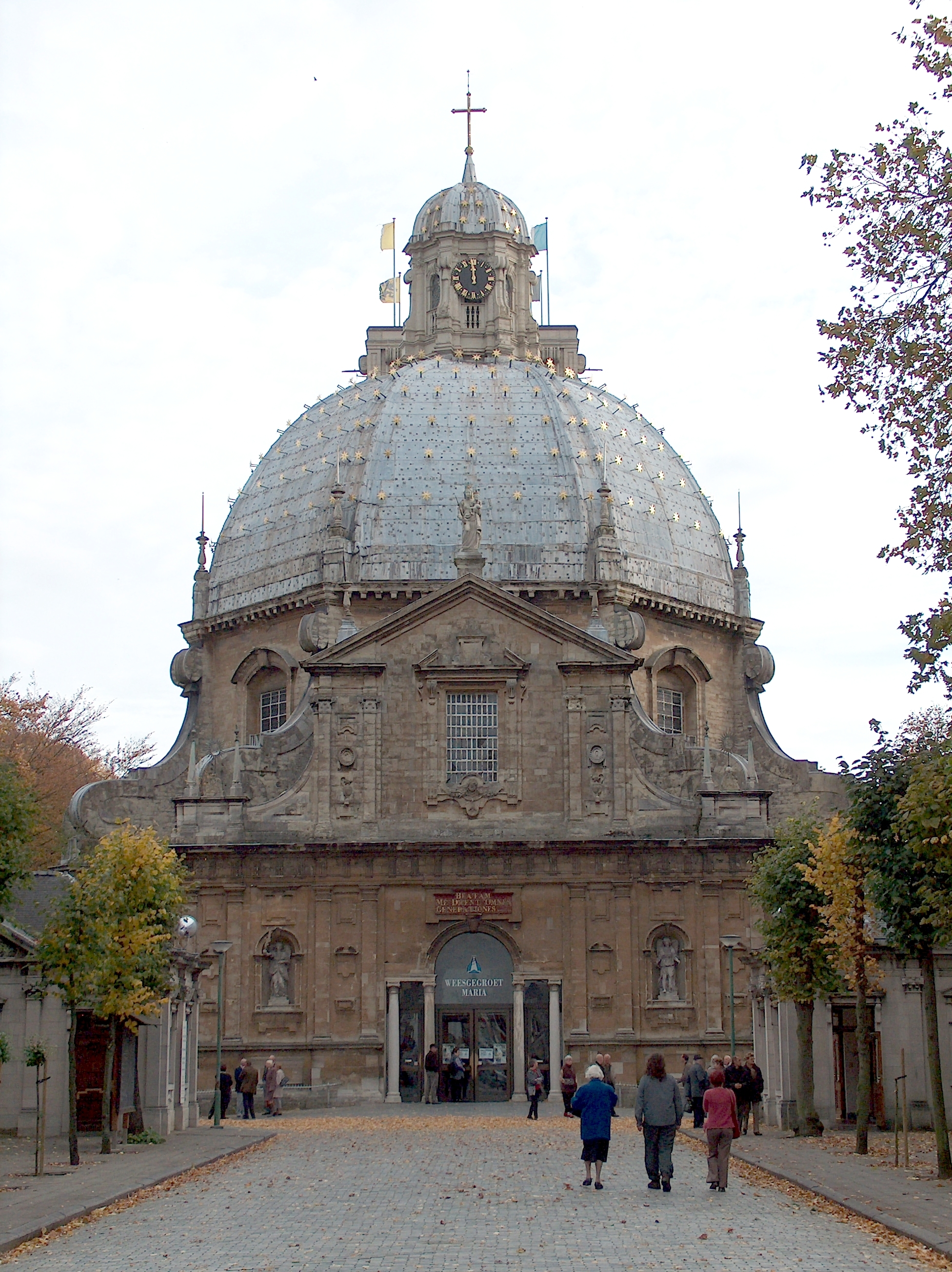
Eingangsfassade der Basilika

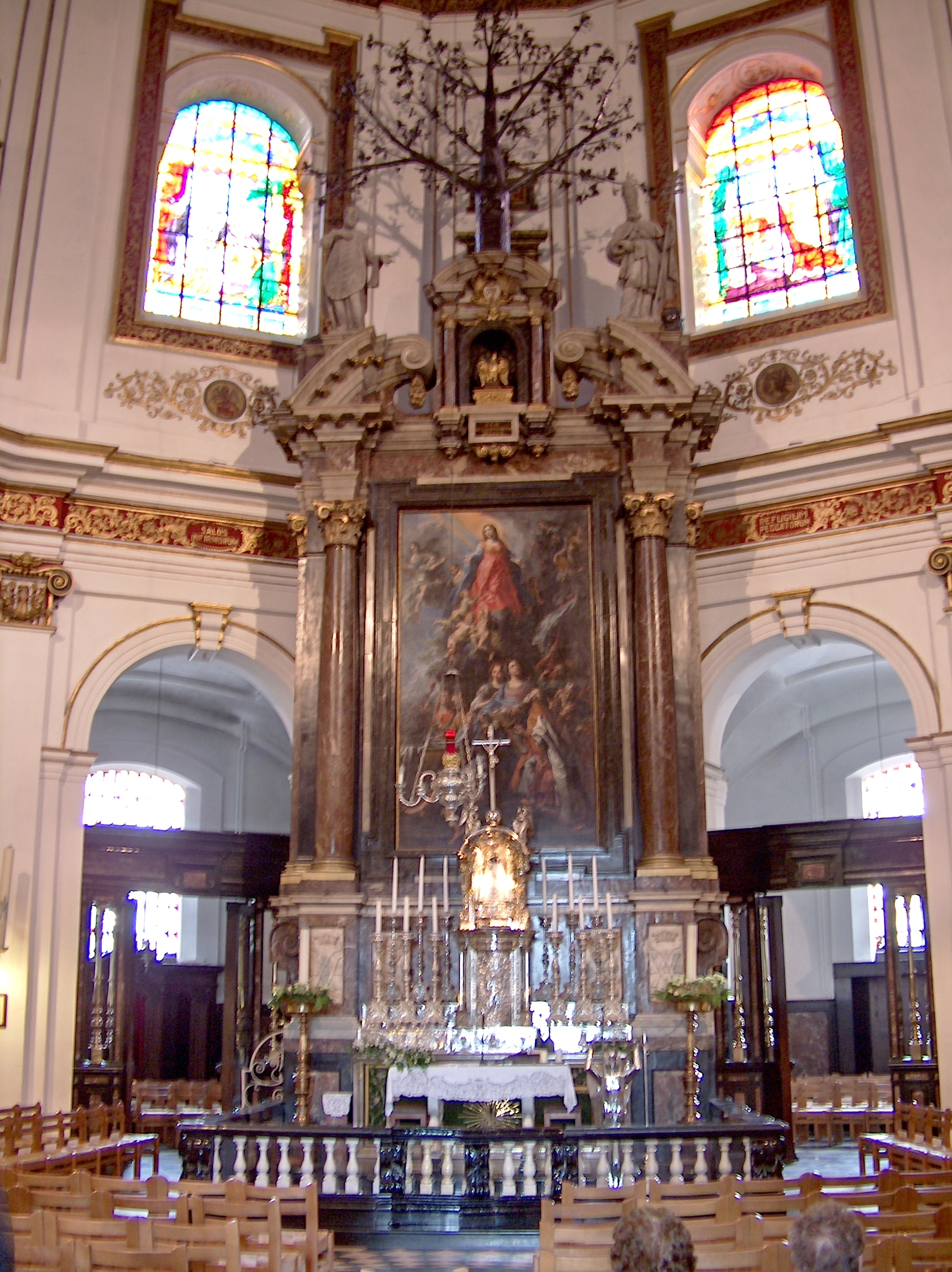
Innenraum

Die Basilika Unserer Lieben Frau von Scherpenheuvel (niederländisch Onze-Lieve-Vrouw van Scherpenheuvel) ist eine römisch-katholische Kirche in Scherpenheuvel-Zichem in der belgischen Provinz Flämisch-Brabant. Die Wallfahrtskirche des Erzbistums Mecheln-Brüssel ist der Gottesmutter Maria geweiht und trägt den Titel einer Basilica minor.

## Geschichte
Scherpenheuvel war lange Zeit nur ein Weiler von Zichem und wurde durch den Zustrom von Pilgern wichtiger als Zichem. 1605 erhielt es Stadtrechte und Kanäle und gleichzeitig auch einen Grundriss in Form eines Siebensterns mit der Basilika in der Mitte.
Die Basilika ist eine der ältesten Kuppelkirchen der damaligen Niederlande und wurde 1627 vom Erzbischof von Mecheln, Jacobus Boonen, geweiht. Sie wurde auf Initiative der Erzherzöge Albrecht VII. von Österreich und Isabella errichtet und von diesen finanziert. Bei der Einweihung opferte Isabella Juwelen auf der Altartreppe. Damit wollte sie zeigen, dass irdische Güter nicht die wichtigsten sind. Papst Pius IX. genehmigte 1872 die kanonische Krönung der Statue Unserer Lieben Frau von Scherpenheuvel. Die Kirche wurde 1922 durch Papst Pius XI. zur Basilica minor erhoben und steht seit 1952 unter Denkmalschutz. Am 15. Mai 2011 wurde während einer Messe eine von Papst Benedikt XVI. gestiftete Goldene Rose der Basilika übergeben.

## Basilika
Der Architekt des Gebäudes war Wenceslas Cobergher. Er wählte eine barocke Basilika in Form eines Heptagons, ein Symbol für die sieben Freuden und sieben Schmerzen Mariens. Der Bau erfolgte unter der Leitung von Josse Bouckaert, Vorsteher der Wallfahrtsstätte und später Bischof von Ypern. Das Gemälde über dem Hauptaltar stammt von Theodoor Van Loon.
Die Kuppel hat keine Lichtöffnungen und ist mit Blei abgedeckt. Sie ist mit 298 siebeneckigen Sternen verziert. Die Seitenkapellen bestehen aus Eisensandstein, der im nahe gelegenen Langdorp abgebaut wurde. Der quadratische Glockenturm mit einem Carillon von 49 Glocken ist aus Sandstein gebaut. Die Laterne konnte erst nach einer Spende von Philipp IV. von Spanien gebaut werden.
Die Orgel mit ihrem (fast süddeutschen) Orgelgehäuse stammt aus dem Jahr 1775. Der ursprüngliche Baumeister war Egidius-Franciscus Van Peteghem. Die Orgel wurde 1878 von Leonard Drijvers romantisiert.